# Homaspis transbaikalitor
Homaspis transbaikalitor là một loài tò vò trong họ Ichneumonidae.